# Eryngium weberbaueri
Eryngium weberbaueri är en flockblommig växtart som beskrevs av H.Wolff. Eryngium weberbaueri ingår i släktet martornar, och familjen flockblommiga växter. Inga underarter finns listade i Catalogue of Life.